# Munții Bodoc

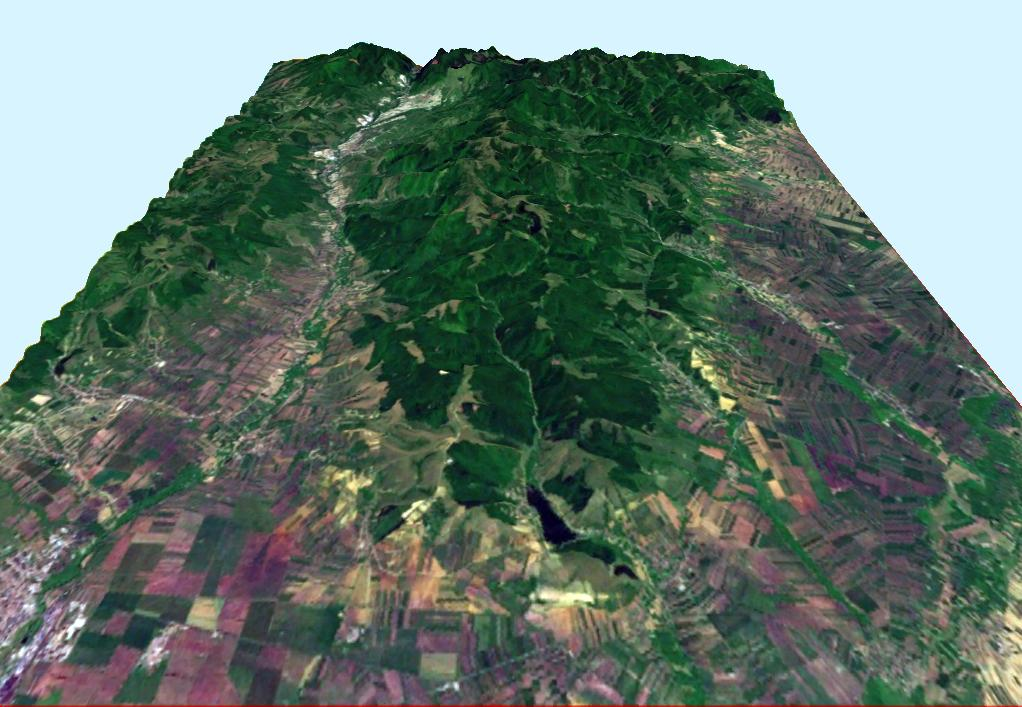
Prelucrare 3D pentru Munţii Bodocului

Munții Bodoc  sunt o grupă muntoasă a Carpaților de Curbură, aparținând de lanțul muntos al Carpaților Orientali. Cel mai înalt pisc este Vârful Cărpiniș, având 1.241 m. 